# Royal Flying Doctor Service
Il Royal Flying Doctor Service (comunemente chiamato "The Flying Doctors") è un servizio di aeroambulanza nato per soccorrere gli abitanti delle regioni più remote dell'Australia. È un'organizzazione no-profit che fornisce assistenza e prime cure a quelle persone che non hanno un accesso immediato ad un ospedale a causa delle distanze proibitive. Fornisce inoltre servizi di educazione a distanza.

## Storia
Il servizio fu attivato per la prima volta in via sperimentale nel 1928 ed era conosciuto come Aerial Medical Service (AMS).

### L'idea originaria
L'idea nacque al reverendo John Flynn: il suo principale obiettivo come missionario era quello di costruire ospedali per le comunità più sperdute in Australia; si rese però conto che alcuni vivevano troppo lontani dal più vicino centro abitato e la sua idea era quella di creare una rete di comunicazione che potesse risolvere il problema delle distanze. Nessuna tecnologia esistente sembrava però fattibile per questo scopo.
Un impulso fondamentale fu dato da una lettera che Flynn ricevette da un aviatore che combatté nella prima guerra mondiale (e morì in combattimento nel 1918) in cui diceva di aver visto i medici missionari utilizzare gli aeroplani per raggiungere pazienti che vivevano in posti isolati. Oltre al volo, una nuova tecnologia che sembrava ideale allo scopo fu la radio: il reverendo iniziò nella metà degli anni venti i primi esperimenti per mettere in contatto stazioni remote con una postazione medica centrale. Nel 1928 furono raggruppati abbastanza fondi per attivare il servizio sperimentale dell'AMS.
Nel primo anno di operazioni, il servizio percorse circa 20.000 miglia in 50 voli, iniziando il primo vero sistema di aeroambulanza nel mondo. Il servizio rimase attivo anche nel dopoguerra e durante la recessione economica degli anni trenta. Inizialmente, era finanziato dalle comunità e da donazioni private ma in seguito si aggiunsero anche fondi statali. Fino agli anni sessanta  gli aerei erano presi in affitto e i piloti e tecnici assunti sotto contratto: in seguito invece il servizio acquistò i propri mezzi e assunse i propri piloti e meccanici. 

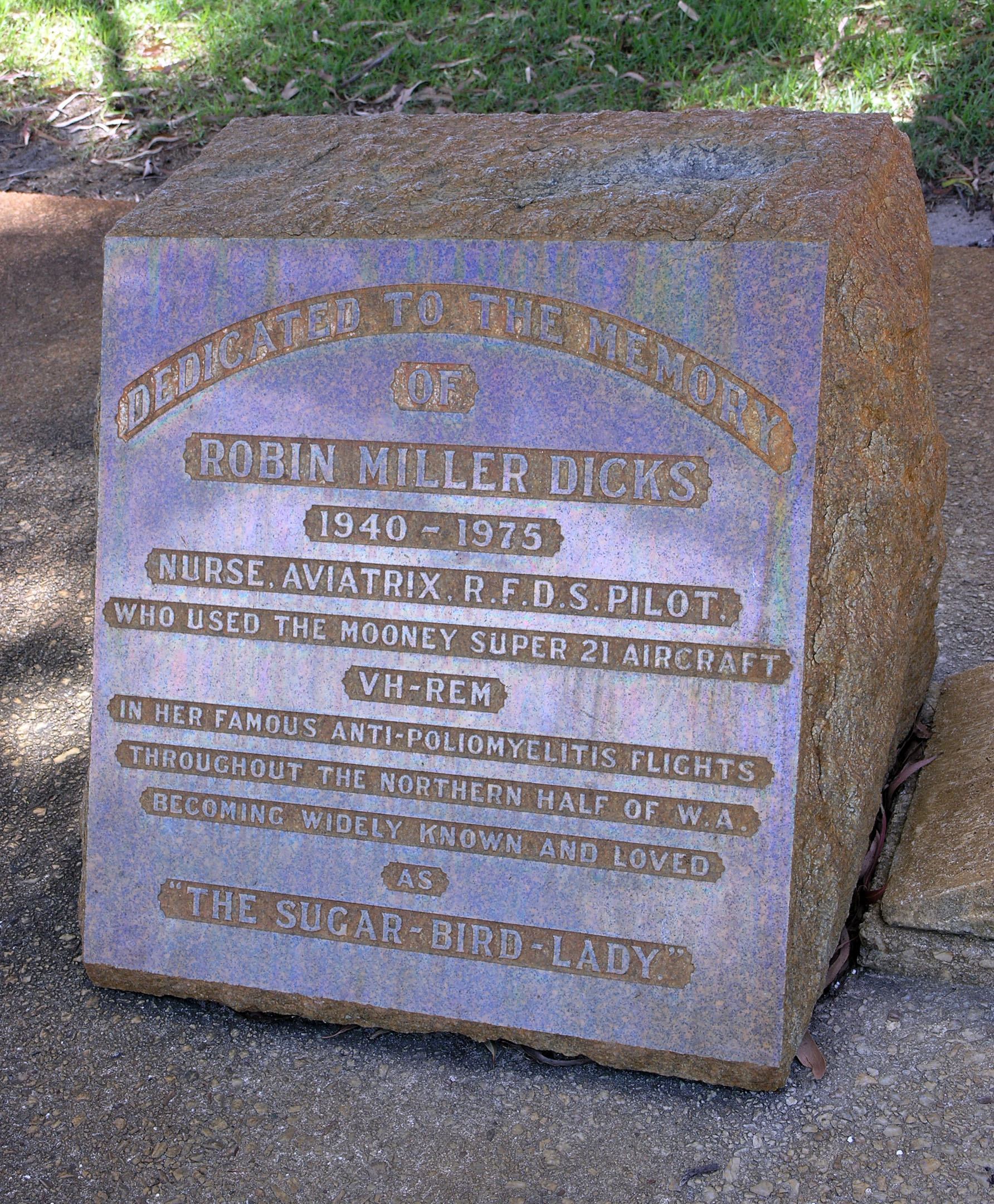
Targa commemorativa di Robin Miller Dicks, infermiere del RFDS

### Creazione di una rete nazionale
Nel 1932 il successo del servizio e la consapevolezza della sua utilità diedero una grande spinta per la creazione di una rete nazionale di "dottori volanti", possibilmente finanziata dal Governo. Nel 1934 venne così costituito il nuovo Australian Aerial Medical Service che aprì delle basi in tutta la nazione. Nel 1936 fu appositamente costituito un consiglio federale per l'organizzazione che, nel 1942, fu rinominata Flying Doctor Service e nel 1955 venne definitivamente chiamata The Royal Flying Doctor Service.
Suor Myra Blanche fu una delle prime infermiere, conosciute come "Flying Sisters", ad aderire al servizio. Il suo ruolo fu fondamentale in tutte le operazioni degli anni '40 e '50, ma la presenza degli infermieri non era frequente fino agli anni '60. Oggi l'80% delle evacuazione sono effettuate solo dall'infermiere e dal pilota, mentre un dottore segue le operazioni da una postazione remota.

### I servizi
Una fonte importante di finanziamento sono le donazioni delle comunità e la beneficenza, come quella ricevuta dai Brushmen of the Bush, che raccolsero più di un milione di dollari australiani.
Le principali attività condotte sono le seguenti:
- interventi di pronto soccorso sul luogo,
- trasporto sicuro negli ospedali quando necessario,
- consulenze radiofoniche a distanza, sebbene oggi molte comunicazioni sono effettuate con il telefono o con comunicazioni satellitari,
- utilizzo di tecnologie avanzate, come la videoconferenza, per migliorare il servizio,
- trasporto di un medico generico per fornire assistenza regolare ad aree remote.

Vengono utilizzati non solo aeromobili, ma anche jeep o altri veicoli di terra per il supporto nei trasporti e nelle comunicazioni.

## I velivoli
La maggior parte delle evacuazioni mediche sono effettuate utilizzando un Beechcraft Super KingAir B200 o un Pilatus PC-12. L'allestimento interno varia da sezione a sezione, ma normalmente sono configurati per il trasporto di due barelle e due medici.
Entrambi gli aerei sono pressurizzati e possono trasportare in sicurezza pazienti che non possono tollerare la diminuzione della pressione atmosferica tipica degli aerei non pressurizzati. Volando a quote molto basse, la pressione interna della cabina può essere mantenuta uguale a quella presente al livello del mare: questo è importante per pazienti molto sensibili ai cambiamenti di pressione.
Inoltre gli aerei pressurizzati possono volare a quote sufficientemente alte in modo da evitare turbolenze o condizioni meteo sfavorevoli: è un grande vantaggio perché permette il trasporto in un ambiente sicuro sia per il paziente che per lo staff e, inoltre, limita alcune complicazioni derivate dall'aerotrasporto medico.

## Aeromobili in uso
| Aeromobile                | Origine     | Tipo                         | Versione (denominazione locale) | In servizio (2019) | Note                                                    | Immagine |
| Aerei da trasporto        |             |                              |                                 |                    |                                                         |          |
| Beechcraft Super King Air | Stati Uniti | aereo da trasporto sanitario | B200CB300C                      | 302                |                                                         |          |
| Pilatus PC-24             | Svizzera    | aereo da trasporto sanitario | PC-24                           | 3                  | 3 PC-24 consegnati e tutti in servizio all'agosto 2019. |          |
| Pilatus PC-12             | Svizzera    | aereo da trasporto sanitario | PC-12                           | 31                 |                                                         |          |

## Statistiche
In base al rapporto annuale del 2005, l'associazione dispone di 50 velivoli che operano in 22 basi. Lo staff è composto da 495 impiegati a tempo pieno e 145 part-time. 
Mediamente ogni giorno:
- vengono percorsi 53.491 km,
- vengono effettuati 159 atterraggi,
- viene fornita assistenza a 643 pazienti,
- vengono effettuate 91 evacuazioni,
- vengono stabilite 202 sessioni di assistenza medica remota.

## Nella cultura di massa
La striscia a fumetti creata da John Dixon e pubblicata dal 1959 al 1977, intitolata Air Hawk and the Flying Doctors, è incentrata sul Royal Flying Doctor Service.
RFDS - Eroi dal cielo è una serie televisiva drammatica australiana incentrata sulla vita dei lavoratori del Royal Flying Doctors Service. Va in onda su Seven Network dal 2021. Anche in Italia viene trasmessa dallo stesso anno su Sky Serie.